# Kilátás a dolgozószobából
A Kilátás a dolgozószobából (La cour du domaine du Gras, ismert még Point de vue du Gras címmel is) a legrégebbi fennmaradt fotográfia, melyet Nicéphore Niépce készített Saint-Loup-de-Varennes-ben, saját dolgozószobájának ablakából, feltehetően 1826 vagy 1827 júniusában vagy júliusában. A pontos időpont nem ismert.

## Az első fotográfia

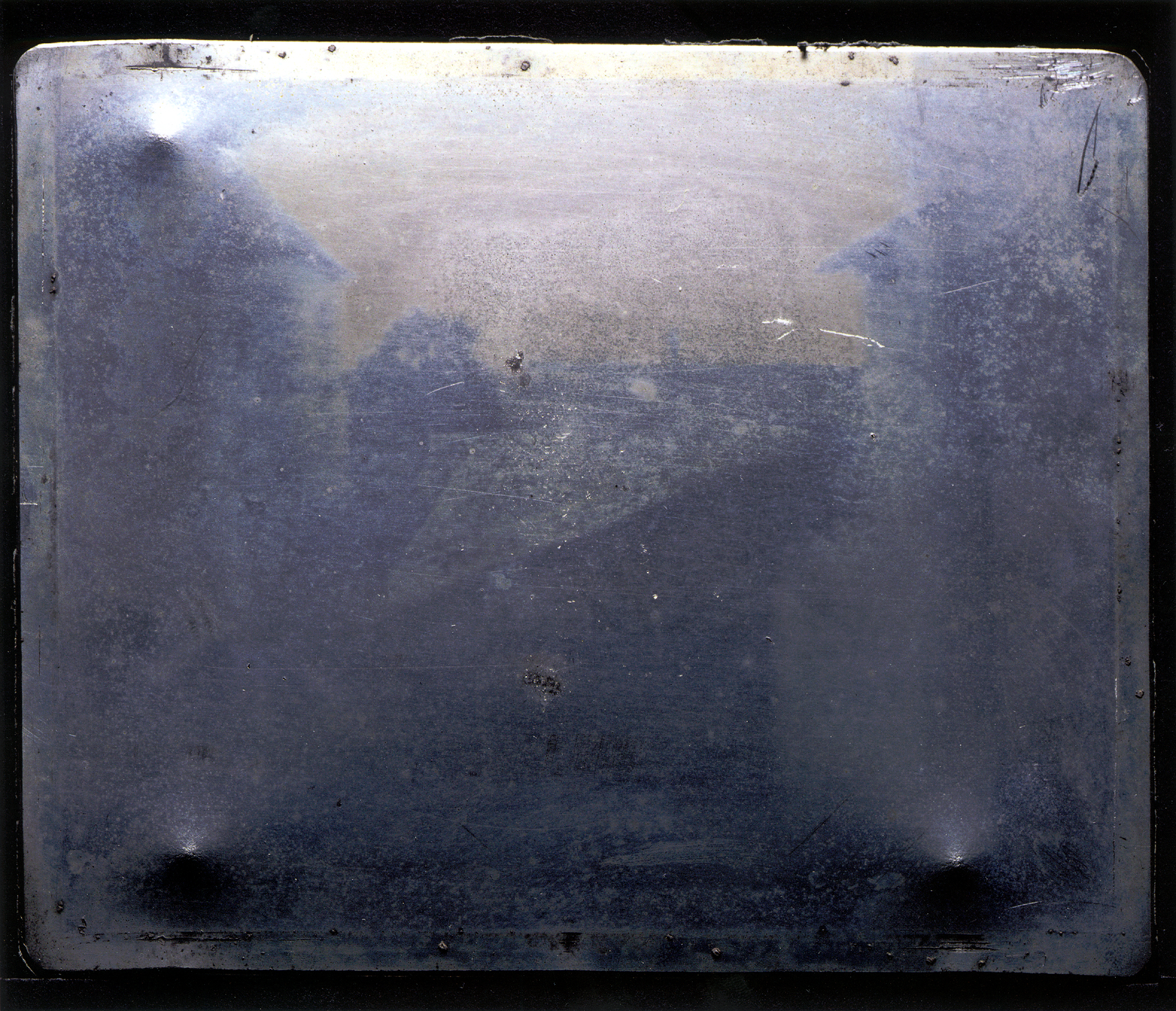
Az eredeti lemez (Harry Ransom Humanities Research Center, Texas)

Niépce már híressé vált képe előtt mintegy tíz évvel, 1816-ban készítette első felvételeit. Kezdetben a camera obscura által vetített képet klórezüstpapírra rögzítette, de ezek a felvételek még nem voltak tartósak – idővel elhalványultak. Meg kellett találnia azt a módszert, melynek segítségével felvételeit végleges formába öntheti. 1822-ben lelt rá eljárásának fő elemére, a júdai aszfaltra, mely alkalmas volt arra, hogy a fény által rajzolt képet rögzítse. Ez az anyag fény hatására megkeményedik, azonban ott ahol kevésbé, vagy nem érte a napfény, lemosható maradt, így az árnyékok láthatóvá váltak. „A felfedezés, amelynek a héliográfia nevet adtam, arra vonatkozik, hogy miként lehet – a fény segítségével – a camera obscurában tükröződő, a valósághoz hű képet, az ember beavatkozása nélkül, a fekete-fehér minden árnyalatában rögzíteni. A felfedezés alapelve: a fény kémiai változásokat idéz elő, alkot és megsemmisít. [...] Mindössze ennyi – néhány szóban – felfedezésem lényege.” – írta Niépce. Az eljárás eredményes, ám nehézkes volt: az alacsony érzékenység miatt rendkívül hosszú expozíciós idővel készülhetett csak a felvétel és a minősége sem volt tökéletes. Mégis ennek a kezdetleges megoldásnak eredményeképpen született meg az első fotográfia.
Niépce 1826 vagy 1827 nyarán a franciaországi Saint-Loup-de-Varennes-ben levő házának ablakában állította fel camera obscuráját, hogy megörökítse az elé táruló látványt. A képen jól kivehető a csűr, a galambház sőt a háttérben egy fa alakja is. Szakértők úgy vélik, hogy az expozíció több mint nyolc óra(!) lehetett. Erre utal az a tény, hogy a képen a szembenálló mindkét épületek oldalát érte napfény. Az oldalhelytelen és közvetlen pozitív képet egy 16,5 x 20,5 cm-es, júdai aszfalttal bevont ónlemezen sikerült rögzítenie.
Még 1827-ben Niépce megismerkedett Francis Bauer botanikussal, aki nagy érdeklődést mutatott a heliografikus eljárása iránt, és javasolta Niépce-nek, hogy számoljon be felfedezéséről a Royal Society előtt. A képrögzítési eljárásról szóló beszámolót azonban elutasították. Niépce a képeit a feljegyzéseivel együtt Bauernek adta, aki minden felvétel hátoldalára az alábbi szöveget írta fel: „Niépce úr első sikeres kísérlete a természetről alkotott kép tartós rögzítésére”.
Bauer halála után a képek dr. Robert Brown, majd J. J. Bennett tulajdonába kerültek, akik a Royal Society tagjai voltak. 1884-ben a felvételek egy részét Henry Peach Robinson, másik részét Henry Baden Pritchard vásárolta meg Bennettől. Niépce munkái utoljára még 1898-ban egy londoni kiállításon szerepeltek, majd nyomuk veszett. Az eltűnt képek felkeltették Helmut Gernsheim fotótörténész figyelmét, aki elhatározta, hogy felkutatja őket: 1948-ban a londoni The Timesban, majd 1950-ben az The Observerben számolt be a képek addigi sorsáról. A cikk nyomán jelentkezett Baden Pritchard fia, aki 1951 végén egy bőröndben találta meg a bekeretezett felvételt.
A megtalált fotó szabad szemmel kivehetetlen volt. Restaurálására az Eastman Kodak Company angliai kutatólaboratóriumában került sor 1952-ben. Egy másolat készült, melyen tükröző felületen keresztül, de a Kilátás a dolgozószobából felismerhetővé vált. A képet még ebben az évben a svájci Luzernben mutták be újra, a World Exhibition of Photography kiállításon. A felvételt Gernsheim az austini Harry Ransom Humanities Research Centernek adományozta, ahol ma is található.
A fotót a LIFE magazin beválogatta azon 100 kép közé, melyek megváltoztatták a világot.